# Andonectes maximus
Andonectes maximus är en skalbaggsart som beskrevs av Trémouilles 2001. Andonectes maximus ingår i släktet Andonectes och familjen dykare. Inga underarter finns listade i Catalogue of Life.